# لیودمیلا چورسینا
لیودمیلا آلکسیونا چورسینا (روسی: Людми́ла Алексе́евна Чурсина́؛ زادهٔ ۲۰ ژوئیهٔ ۱۹۴۱) بازیگر اهل روسیه است.
از فیلم‌هایی که وی در آن‌ها نقش داشته‌است، می‌توان به داستان دُن اشاره نمود.
وی همچنین برندهٔ جوایزی همچون جایزه هنرمند مردمی اتحاد جماهیر شوروی، هنرمند مردمی جمهوری شوروی فدراتیو سوسیالیستی روسیه، و جایزه دولتی برادران واسیلیف شده‌است.